# Communauté de communes Chauny-Tergnier
Die Communauté de communes Chauny-Tergnier war ein französischer Gemeindeverband mit der Rechtsform einer Communauté de communes im Département Aisne in der Region Hauts-de-France. Sie wurde am 8. Dezember 1999 gegründet und umfasste 24 Gemeinden. Der Verwaltungssitz befand sich im Ort Chauny.

## Historische Entwicklung
Am 1. Januar 2017 wurde der Gemeindeverband mit der Communauté de communes des Villes d’Oyse sowie drei Gemeinden der Communauté de communes du Val de l’Ailette (Bichancourt, Manicamp und Quierzy) zur neuen Communauté d’agglomération Chauny-Tergnier-La Fère zusammengeschlossen.

## Ehemalige Mitgliedsgemeinden
1. Abbécourt
2. Amigny-Rouy
3. Autreville
4. Beaumont-en-Beine
5. Béthancourt-en-Vaux
6. Caillouël-Crépigny
7. Caumont
8. Chauny
9. Commenchon
10. Condren
11. Frières-Faillouël
12. Guivry
13. Liez
14. Marest-Dampcourt
15. Mennessis
16. Neuflieux
17. La Neuville-en-Beine
18. Ognes
19. Pierremande
20. Sinceny
21. Tergnier
22. Ugny-le-Gay
23. Villequier-Aumont
24. Viry-Noureuil